# Pál Teleki (football)
Pour l’article homonyme, voir Pál Teleki.
Dans le nom hongrois Teleki Pál, le nom de famille précède le prénom, mais cet article utilise l’ordre habituel en français Pál Teleki, où le prénom précède le nom.
Pál Teleki (ou Paul Teleky en roumain) est un footballeur international roumain puis hongrois, né le 5 mars 1906 à Arad et mort le 14 octobre 1985 à Miskolc. Il joue au poste d'attaquant du milieu des années 1920 au milieu des années 1930.
Après des débuts à l'AMEF Arad, il joue au Temesvári Kinizsi avant de faire le reste de sa carrière dans le club hongrois de Debrecen VSC.
Il compte une sélection en équipe de Roumanie obtenue en 1927 et huit pour deux buts inscrits en équipe de Hongrie. Il dispute avec cette sélection la Coupe du monde 1934.

## Biographie
Pál Teleki commence sa carrière en jouant chez les jeunes de l'AMEF Arad, avant de jouer pour la même équipe chez les seniors de 1924 à 1926. Il rejoint ensuite l'équipe du Temesvári Kinizsi et remporte le championnat en fin de saison. Il dispute, le 10 mai 1927, sa seule rencontre sous le maillot roumain contre la Yougoslavie.
En 1927, il rejoint l'équipe hongroise du Debrecen VSC où il reste jusqu'en 1937. Il devient international hongrois et joue huit matchs pour deux buts entre 1933 et 1937. Il dispute avec la sélection la Coupe du monde 1934 en Italie.